# Ваноттердейк, Рос
Рос Ваноттердейк (род. 7 января 2005) — бельгийская пловчиха, чемпионка Европы 2024 года, призёр чемпионатов мира и Европы.

## Карьера
Рос Ваноттердейк родилась 7 января 2005 года в Бельгии. Специализируется в плавание баттерфляем и на спине.
На юниорском чемпионате Европы 2022 года в румынской Отопени, стала обладательницей пяти медалей на различных дистанциях баттерфляем, вольным стилем и на спине. На дистанции 100 метров баттерфляем стала чемпионкой Европы.
На чемпионате Европы 2024 года в Белграде на дистанции 100 метров баттерфляем стала чемпионкой Европы с результатом 57,47 секунды. На дистанции 50 метров баттерфляем завоевала серебряную медаль, на дистанции 100 метров на спине стала бронзовой медалисткой.
В 2025 году на чемпионате мира в Сингапуре завоевала серебряную медаль на дистанции 100 метров баттерфляем и бронзовую на дистанции 50 метров баттерфляем. 